# 凯莉·格兰姆斯
凯莉·格兰姆斯（英語：Kylie Grimes，1987年12月7日—），英国女子轮椅橄榄球、田径运动员。她曾代表英国参加2012年、2016年和2020年夏季残疾人奥林匹克运动会，其中2020年夏季残奥会获得一枚金牌。